# دریانووتس (استان دوبریچ)
دریانووتس (به بلغاری: Dryanovets) یک منطقهٔ مسکونی در بلغارستان است که در شهرستان دوبریچکا واقع شده‌است.